# Geode

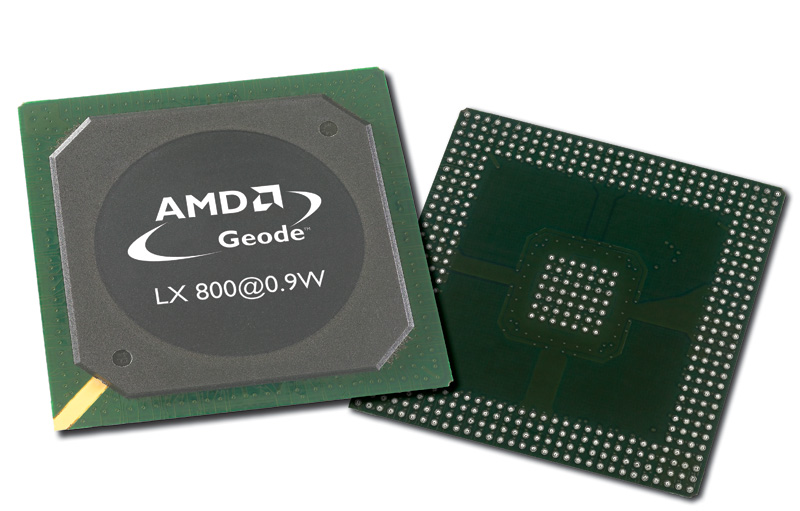
Процесор AMD Geode LX 800 (500MHz, 0.9W).

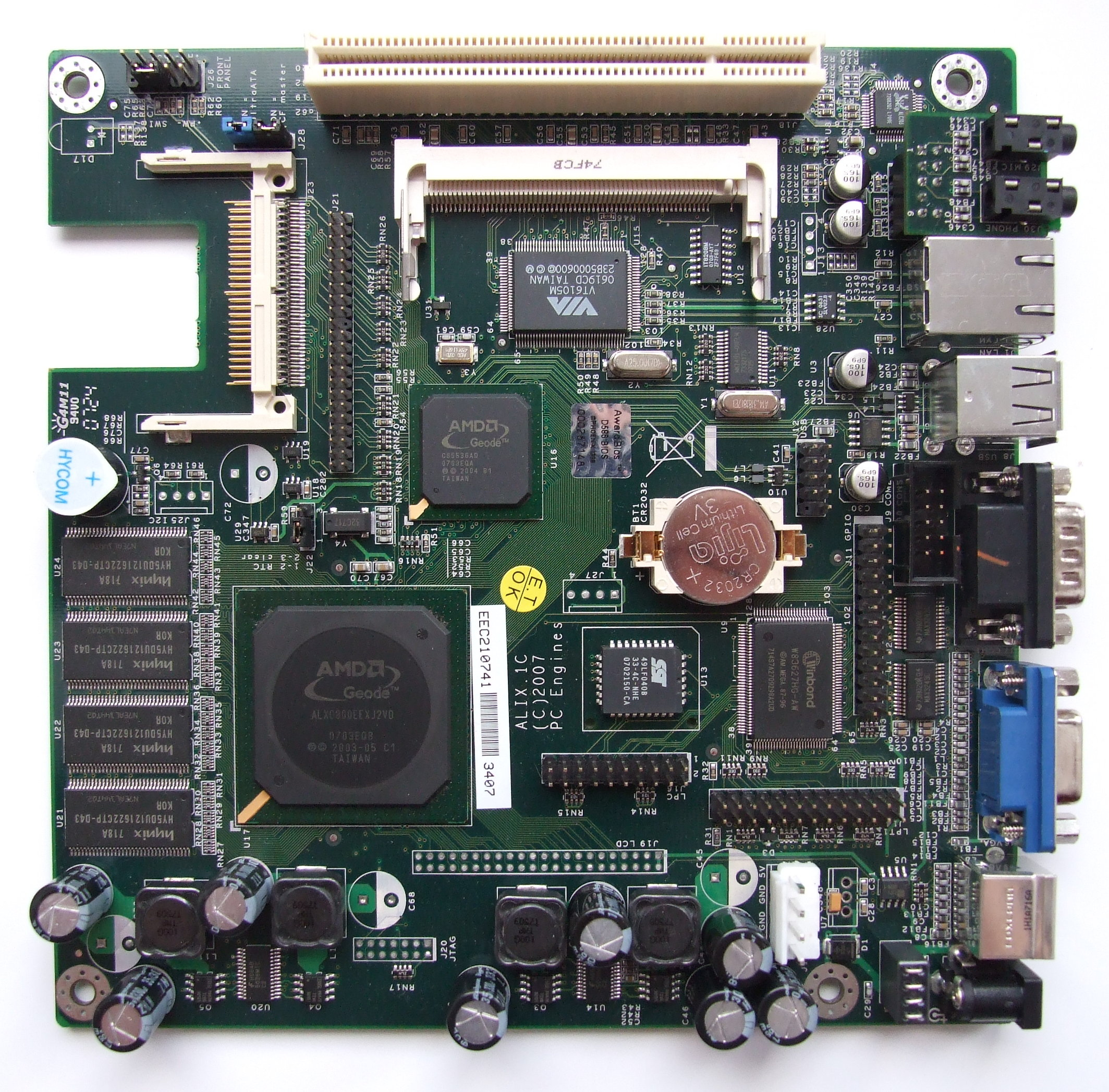
Alix.1C — Mini-ITX материнська плата для вбудованих систем із процесором AMD Geode LX 800 забезпечена слотами Compact Flash, miniPCI та звичайним PCI, 44-піновим IDE інтерфейсом та 256Мб оперативної пам'яті.

Geode (МФА: [ˈdʒioʊd], джіоуд, жеода) — серія x86-сумісних однокристальних мікропроцесорів та систем вводу/виводу виробництва AMD призначених для ринку вбудованих обчислювальних систем.
Ця серія була випущена компанією National Semiconductor як сімейство процесорів Geode в 1999 році. В оригіналі ядро процесора Geode походить від Cyrix платформи MediaGX, яка перейшла до National Semiconductor після злиття із Cyrix в 1997 році. AMD викупила бізнес Geode у National Semiconductor в серпні 2003 року з метою розширення своєї лінії продуктів вбудованих x86 процесорів. Потім AMD розширила серію Geode на два класи: похідні ядра MediaGX — Geode GX і LX, а також сучасніші, похідні Athlon — Geode NX.
Процесори Geode оптимізовані для малого енергоспоживання та низької вартості, залишаючись сумісними з програмним забезпеченням, написаним для платформи x86. Процесори, основані на ядрі MediaGX характеризуються відсутністю таких сучасних характеристик, як SSE, а також великого кешу L1, але дана функціональність пропонується в сучасніший процесорах Geode NX, похідних Athlon . В процесорах Geode інтегрувані багато додаткових функцій, які зазвичай виконуються окремим мікросхемам, наприклад функцій північного мосту. Зважаючи на дані характеристики, дана серія процесорів найкраще підходить для тонких клієнтів, телевізійних приставок та вбудованих систем; також ці процесори можна знайти в нетрадиційних пристроях, таких як робот Nao.
Проект OLPC, спочатку використовував серію процесорів Geode GX в комп'ютерах OLPC XO, але потім перейшов на Geode LX. Linutop також базується на Geode LX. 3Com Audrey засновані на процесорі Geode GX1 (200 МГц).
Процесори Geode із діапазоном індексів SCxxxx є однокристальними чипами, які можна порівняти із продуктами SiS 552, VIA CoreFusion або Intel Tolapai, які характеризуються процесором, контролером пам'яті, графіки і пристроями введення/виводу в одному корпусі. Однопроцесорні плати на базі цих процесорів, використовуються такими виробниками: Artec Group, PC Engines (Безпровідні маршрутизатора на програмованій платформі — WRAP (Wireless Router Application Platform)), Soekris та Win Enterprises.
AMD припинила випуск усіх процесорів Geode у 2019 році.

## Процесори Geode від National Semiconductor

### Geode GXm
Клони Cyrix MediaGXm.
- оснований на ядрі MediaGX
- 0.35 мкм технологія чотиришарового металу КМОН
- інструкції MMX
- 3.3В напруга портів вводу/виводу, 2.9 В на ядрі
- 16 Кб кешу L1
- PCI контролер
- 64-бітна пам'ять SDRAM
- чип CS5530 (реалізує функціональність звуку і відео)
- вивід відеозображення із характеристиками 1280x1024x8-біт або 1024x768x16-біт

### Geode GXLV

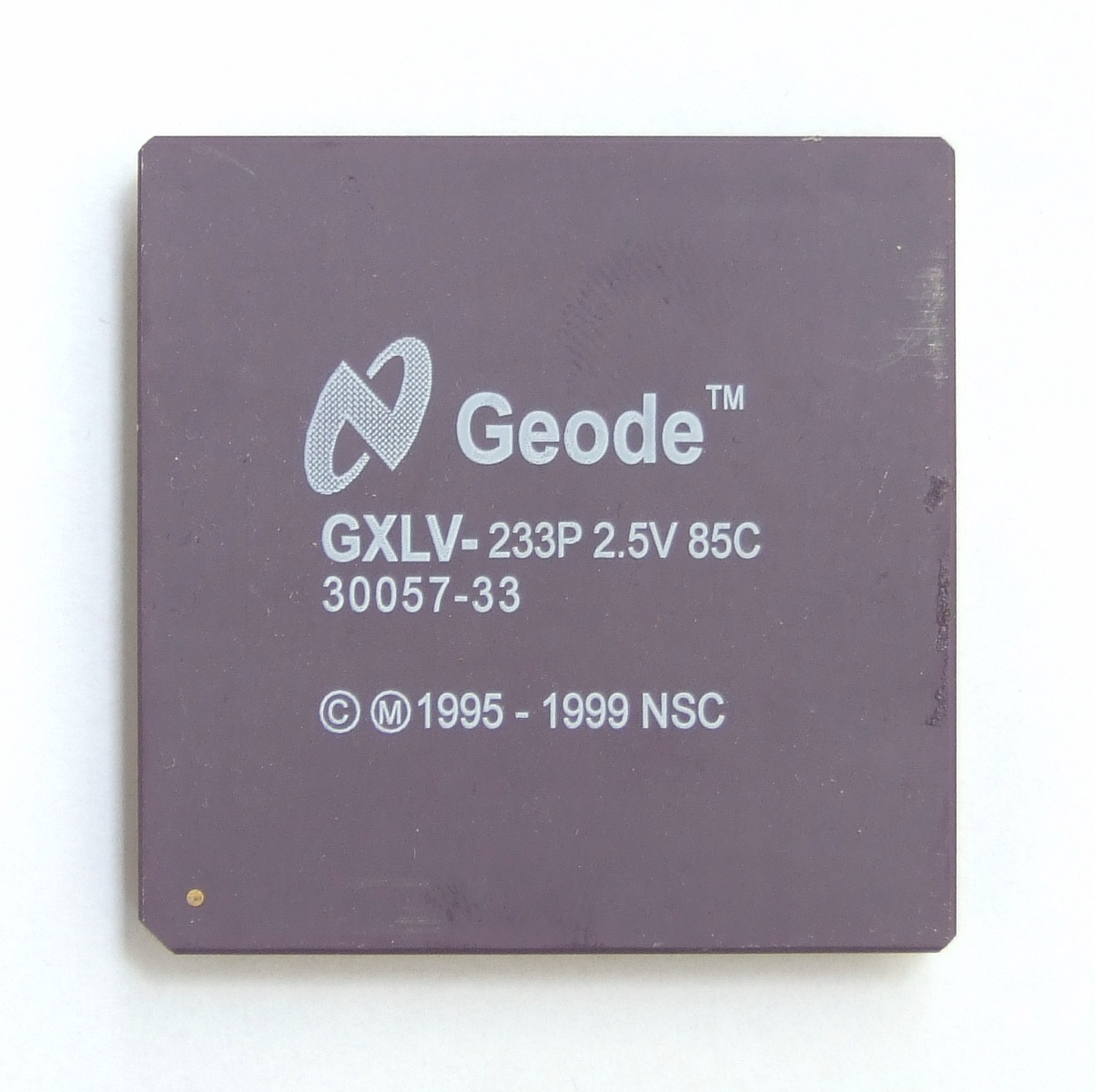
Geode GXLV.

- оснований на ядрі MediaGX
- 0.25 мкм технологія чотиришарового металу КМОН
- 3.3 В напруга портів вводу/виводу
- 2.2 В, 2.5 В, 2.9 В напруга на ядрі
- 16 Кб кешу L1
- повністю статичний дизайн
- 1.0 Вт @2.2 В/166 МГц, 2.5 Вт @2.9 В/266 МГц

### Geode GX1

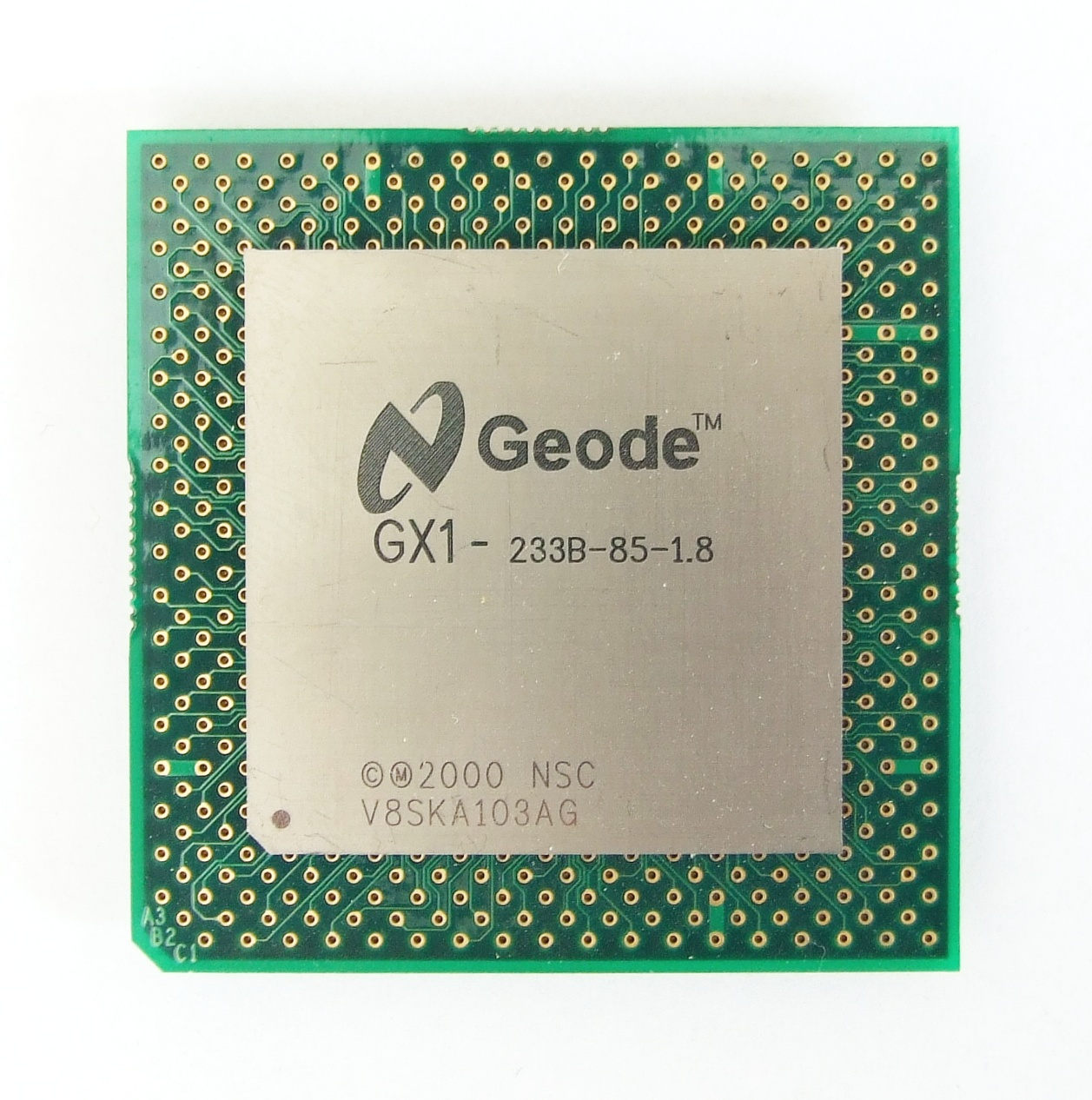
Процесор Geode GX1 виробництва National Semiconductor, 233 МГц

- оснований на ядрі MediaGX
- 0.18 мкм КМОН технологічний процес
- 200—333 МГц
- 1.6 — 2.2 В напруга на ядрі
- 16 Кб кешу L1
- 0.8 — 1.2 Вт характерна потужність
- SDRAM memory 111 МГц
- чип CS5530A
- підтримка частоти оновлення відео 85 Гц VGA

Чип AMD Geode SC1100 (а до цього National Semiconductor) створений на основі процесора Cyrix GX1 чи типу CS5530.

### Geode GX2
National Semiconductor вперше проголосили про розробку процесору Geode GX2 на Microprocessor Forum в жовтні 2001-го року. Представили на виставсавці COMPUTEX, Тайвань, в липні 2002-го року.
- 0.15 мкм технологія виготовлення процесорів
- інструкції MMX та 3DNow!
- 16 Кб кешу для інструкцій та 16 Кб кешу для даних
- архітектура GeodeLink, 6 Гб/с внутрішньокристальна пропускна здатність, до 2 Гб/с пропускна здатність до пам'яті
- інтегрований контролер SDRAM стандарту 64-біти (PC133) або DDR 266
- Тактова частота: 266, 333 та 400 МГц
- підтримка 3-х шин PCI
- вивід відезображення із характеристиками 1600x1200x24-біт з підтримкою масштабування відео
- контролери CRT ЦАП та UMA DSTN/TFT.
- чип Geode CS5535

## AMD Geode
У 2002 році AMD представила серію процесорів Geode GX, яка була ребрендингом продукції National Semiconductor — GX2. Потім досить швидко з'явилася серія процесорів Geode LX, швидкодія яких сягала 667 МГц. Серія LX включала багато покращень, таких як підвищення швидкості DDR, а також потужніший контролер відображення. Оновлення контроллеру вводу/виводу від CS5535 до CS5536 призвело до підвищення швидкості шини USB.
Процесори Geode GX і LX зазвичай зустрічаються в пристроях, таких як тонких клієнтах та промислових системах управління. Однак вони прийшли на ринок під конкуруючим тиском з боку Via зі сторони архітектури x86, і ARM та XScale, які займають нішу бізнесу малопотужних систем.
Хоча процесори Geode серії GX і LX і є найефективнішими на одиницю використаного Вату, але були недостатньо швидкими для великого кола задач. Саме тому компанія AMD представила серію процесорів Geode NX, які є вбудованою версією високоуспішного процесору Athlon сьомого покоління (K7). Geode NX оснований на ядрі Thoroughbred і дуже схожий на Athlon XP-M, в якому використовується те ж ядро. Geode NX забезпечений 256 кб кешу другого рівня, і працює без активного охолодження із частотою до 1 ГГц у NX1500@6Вт версії. Процесор NX2001 працює на частоті 1,8 Ггц, NX1750 — на частоті 1,4 Ггц, а NX1250 працює на частоті 667 МГц.
Geode NX, з її потужним математичним співпроцесором, особливо підходить для вбудованих пристроїв де вимагається графічна продуктивність, таких, як інформаційні кіоски та ігрові автомати.
Тим не менш, було повідомлено, що спеціальна команда дизайну процесорів Geode із Лонгмонду, штату Колорадо була закрита, і 75 співробітників переїхали до нового розробницького центру в Форт Коллінз, штат Колорадо. Очікувалося, що відтоді лінійку процесорів Geode оновлюватимуть рідше.
У 2009 році, у коментарі від AMD було відзначено, що планів для будь-яких оновлення мікроархітектури процесорів Geode не має, також не планується розробка їх наступників. Але ці процесори, як і раніше, будуть доступні, оскільки закінчення продажі Geode LX запланована була на 2015 рік.. У 2016 році AMD оновила дорожню карту продукту, оголосивши про продовження продажі та відвантаження серії LX до 2019 року. На початку 2018 року виробник обладнання congatec оголосив про угоду з AMD щодо подальшого розширення доступності платформ congatec на базі Geode.

### Geode GX
| Модель              | Частота    |
| Модель              | Ядра (МГц) |
| ------------------- | ---------- |
| Geode GX 466@0.9 Вт | 333        |
| Geode GX 500@0.9 Вт | 366        |
| Geode GX 533@0.9 Вт | 400        |

### Geode LX
| Модель              | Частота    | Енергоспоживання | TDP |
| Модель              | Ядра (МГц) | Вт               | Вт  |
| ------------------- | ---------- | ---------------- | --- |
| Geode LX 600@0.7 Вт | 366        | 1.2              | 2.8 |
| Geode LX 700@0.8 Вт | 433        | 1.3              | 3.1 |
| Geode LX 800@0.9 Вт | 500        | 1.8              | 3.6 |
| Geode LX 900@1.5 Вт | 600        | 2.6              | 5.1 |

Особливості:
- Низьке енергоспоживання.

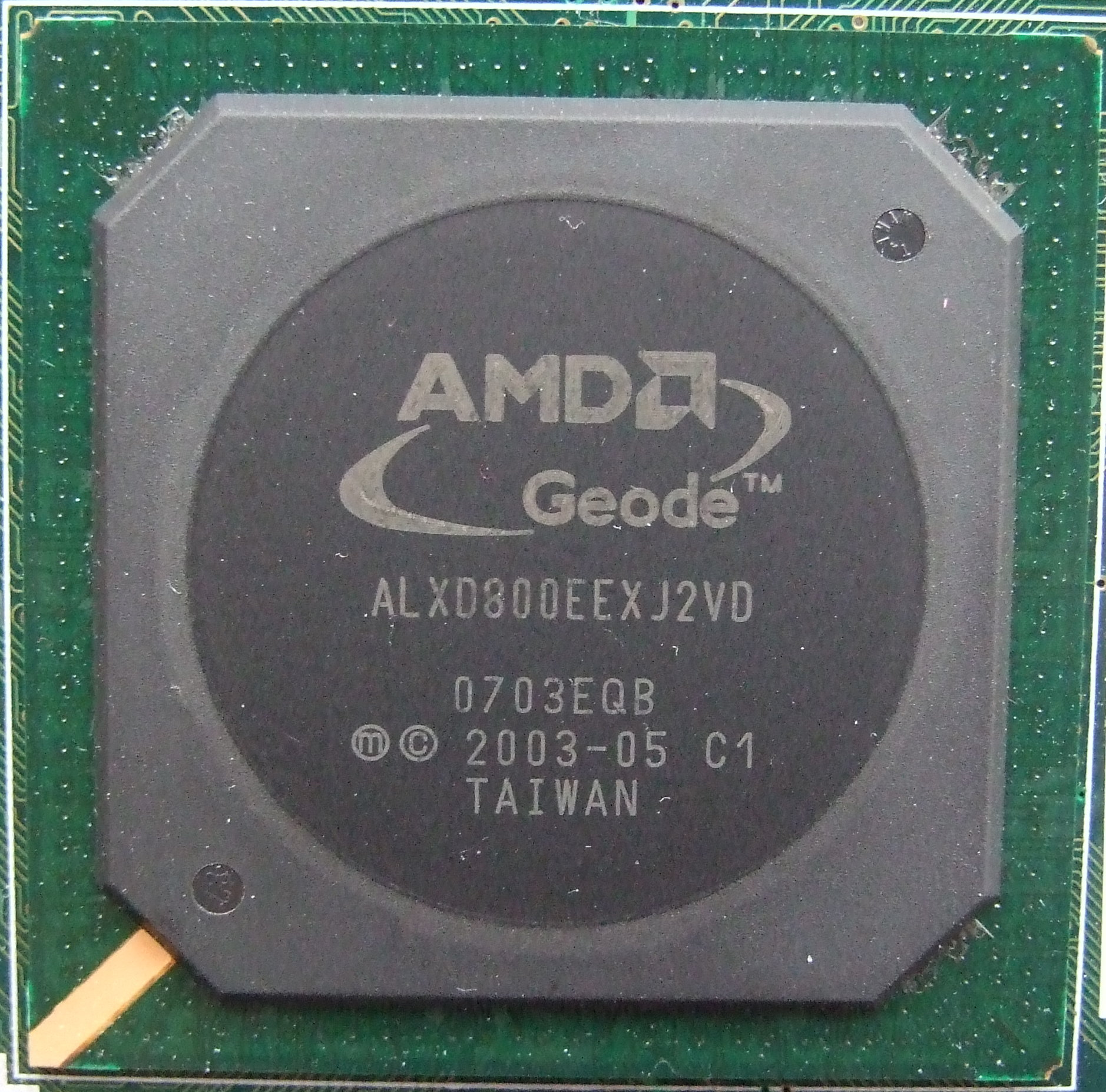
Процесор AMD Geode LX 800 (500MHz).

- Повна сумісність із x86 платформою.
- Функціональні блоки процесора:
  - Процесорне ядро
  - GeodeLink контроль процесору
  - GeodeLink шина сполучення
  - GeodeLink контролер пам'яті
  - Графічний процесор
  - Контролер відображення
  - Відео процесор
  - Вхідний відеопорт
  - GeodeLink Міст PCI
  - Блок безпеки
    - 128-Bit Advanced Encryption Standard (AES) шифрування — (CBC/ECB)
    - Генератор випадкових чисел

Специфікації:
- Процесор з частотою до 600 МГц (LX900), 500 МГц (LX800) і 433 МГц (LX700).
- Керування живленням: ACPI, зменшення потужності, пробудження від SMI/INTR.
- 64кб для інструкцій/64кб для даних кеш L1 і L2 кеш 128кб
- Розділення кешу інструкцій/даних/TLB.
- Підтримка пам'яті DDR 400 МГц (LX 800), 333 МГц (LX 700)
- Вбудований FPU з підтримкою інструкцій MMX та 3DNow!
- внутрішня інтерфейсна шина GeodeLink (GLIU — GeodeLink Interface Unit) з підтримкою швидкості 9 Гб/с
- Одночасна підтримка моніторів ЕЛТ і TFT, із високою роздільною здатністю (високої й стандартної чіткості). Підтримка VESA 1.1 і 2.0 VIP/VDA
- Виготовлено на основі 0,13 мкм технологічого процесу
- 481-контактний PBGA (Plastic BGA)
- Активне апаратне керування живленням завдяки GeodeLink

### Geode NX
| Модель              | Тех. Процес (нм) | Частота    | Частота   | Кеш (КБ) | Кеш (КБ) | Енергоспоживання | TDP | Напруга (В) |
| Модель              | Тех. Процес (нм) | Ядра (МГц) | FSB (МГц) | L1       | L2       | В                | В   | Напруга (В) |
| ------------------- | ---------------- | ---------- | --------- | -------- | -------- | ---------------- | --- | ----------- |
| Geode NX 1250@6 Вт  | 130              | 667        | 133       | 128      | 256      | 6                | 9   | 1.00        |
| Geode NX 1500@6 Вт  | 130              | 1000       | 133       | 128      | 256      | 6                | 9   | 1.10        |
| Geode NX 1750@14 Вт | 130              | 1400       | 133       | 128      | 256      | 14               | 25  | 1.25        |
| Geode NX 2000       | 130              | 1800       | 133       | 128      | 256      | ?                | ?   | 1.40        |

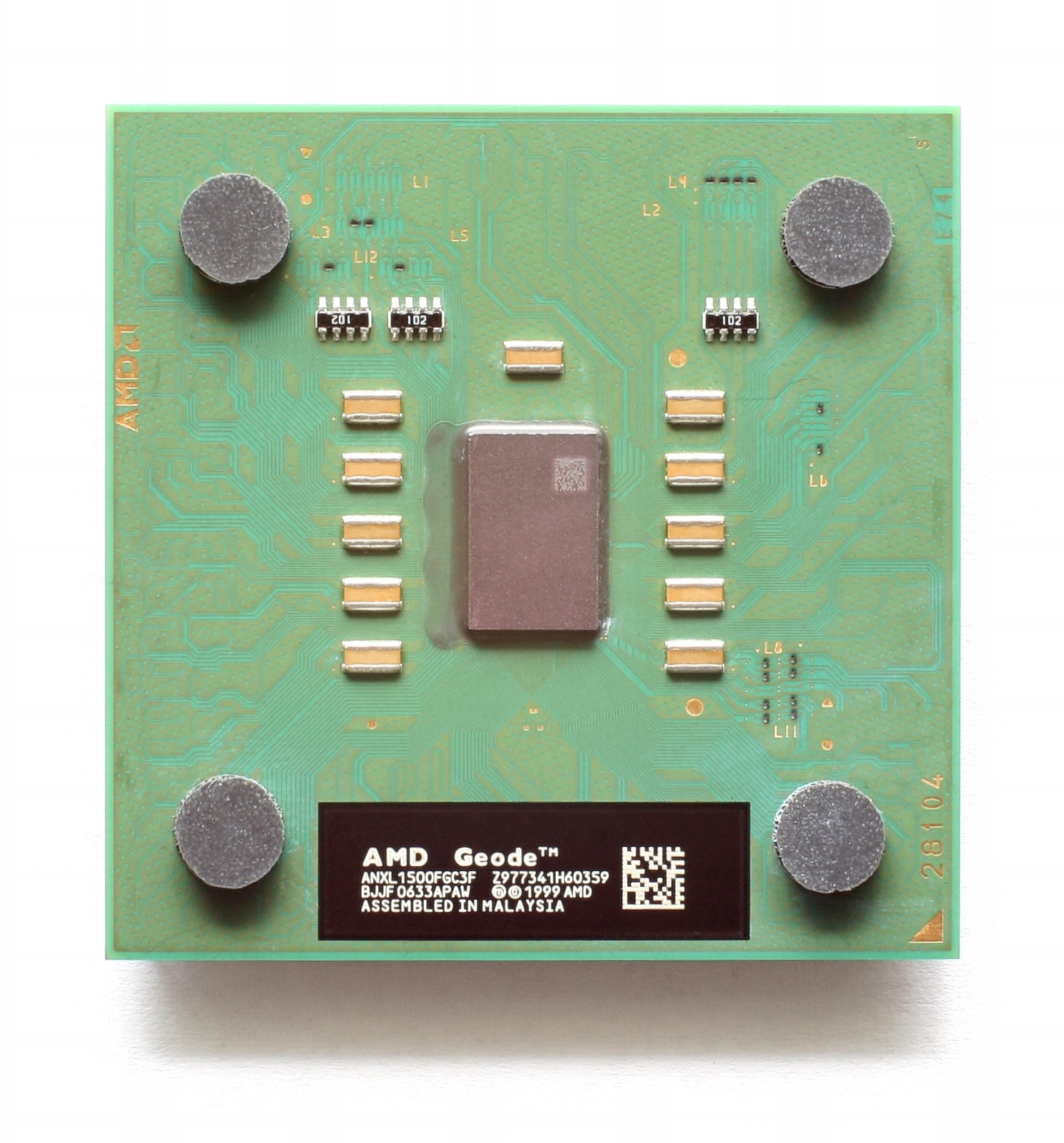
Процесор AMD Geode NX 1500.

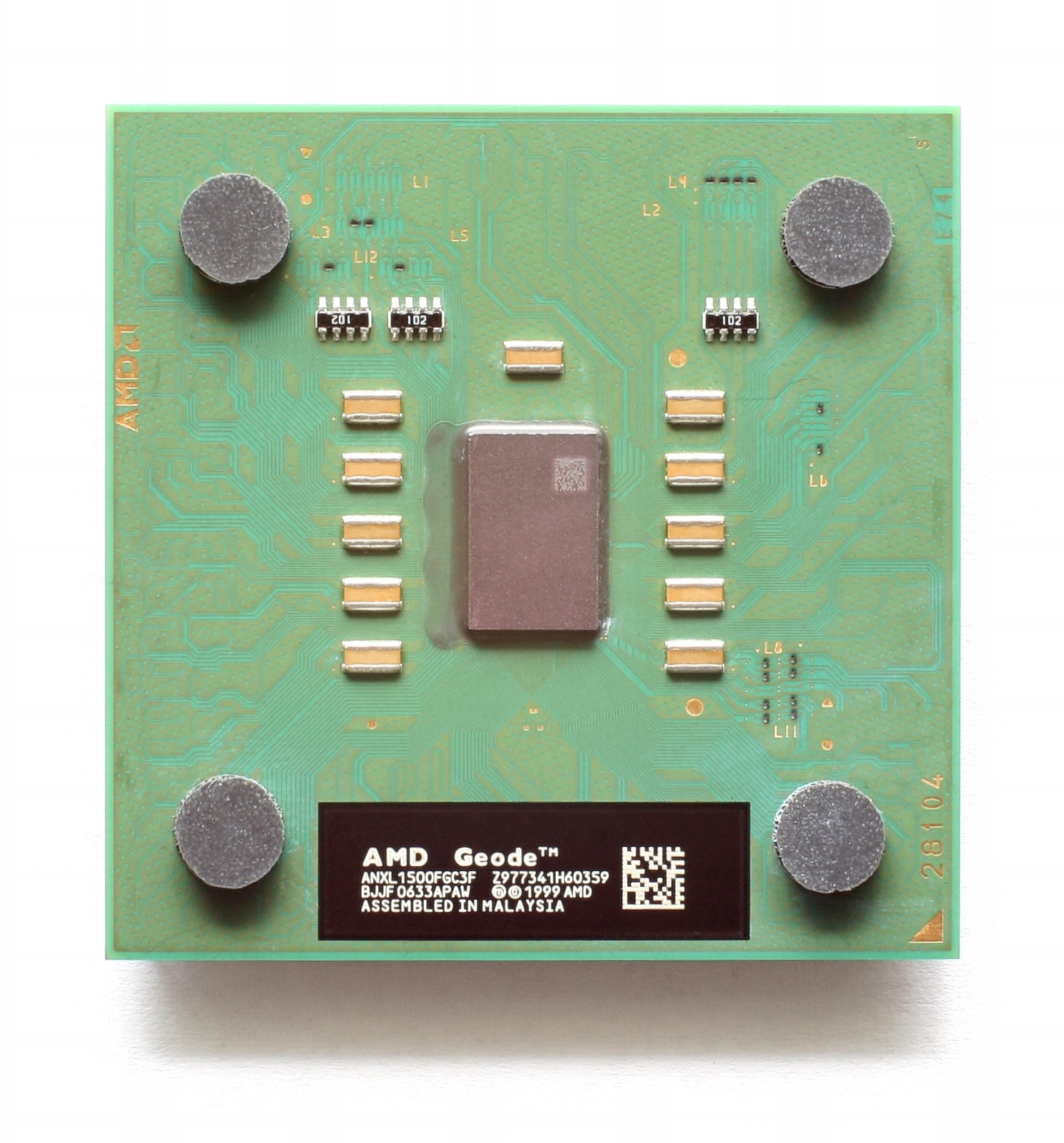
AMD Geode NX 1500.

1. NX 1250 @ 6W: Частота: 667 МГц, середня споживана потужність 6 Вт, TDP 9 Вт (1,0 В напруга на обрахунковому ядрі).
2. NX 1500 @ 6W: Тактова частота: 1 ГГц, середня споживана потужність 6 Вт, TDP 9 Вт (1,1 В напруга на обрахунковому ядрі).
3. NX 1750 @ 14W: Тактова частота: 1,4 ГГц, середня споживана потужність 14 Вт, TDP 25 Вт (1,25 В напруга на обрахунковому ядрі).

Особливості:
- Ядро 7-го покоління (оснований на мобільній версії Athlon XP-M).
- Керування живленням: AMD PowerNow!, ACPI 1.0b і ACPI 2.0.
- 128 КБ кеш L1.
- 256 КБ кеш L2 із апаратної передвибіркою даних
- 133 МГц Front Side Bus (FSB)
- Набори інструкцій 3DNow!, MMX та SSE
- 0,13 мкм (130 нм), технологічний процес виготовлення
- Рознімна сумісності між усіма процесорами сімейства NX.
- Підтримка ОС: Linux, Windows CE, MS Windows XP.
- Повноцінна робота з материнськими платами Socket A

#### Geode NX 2001

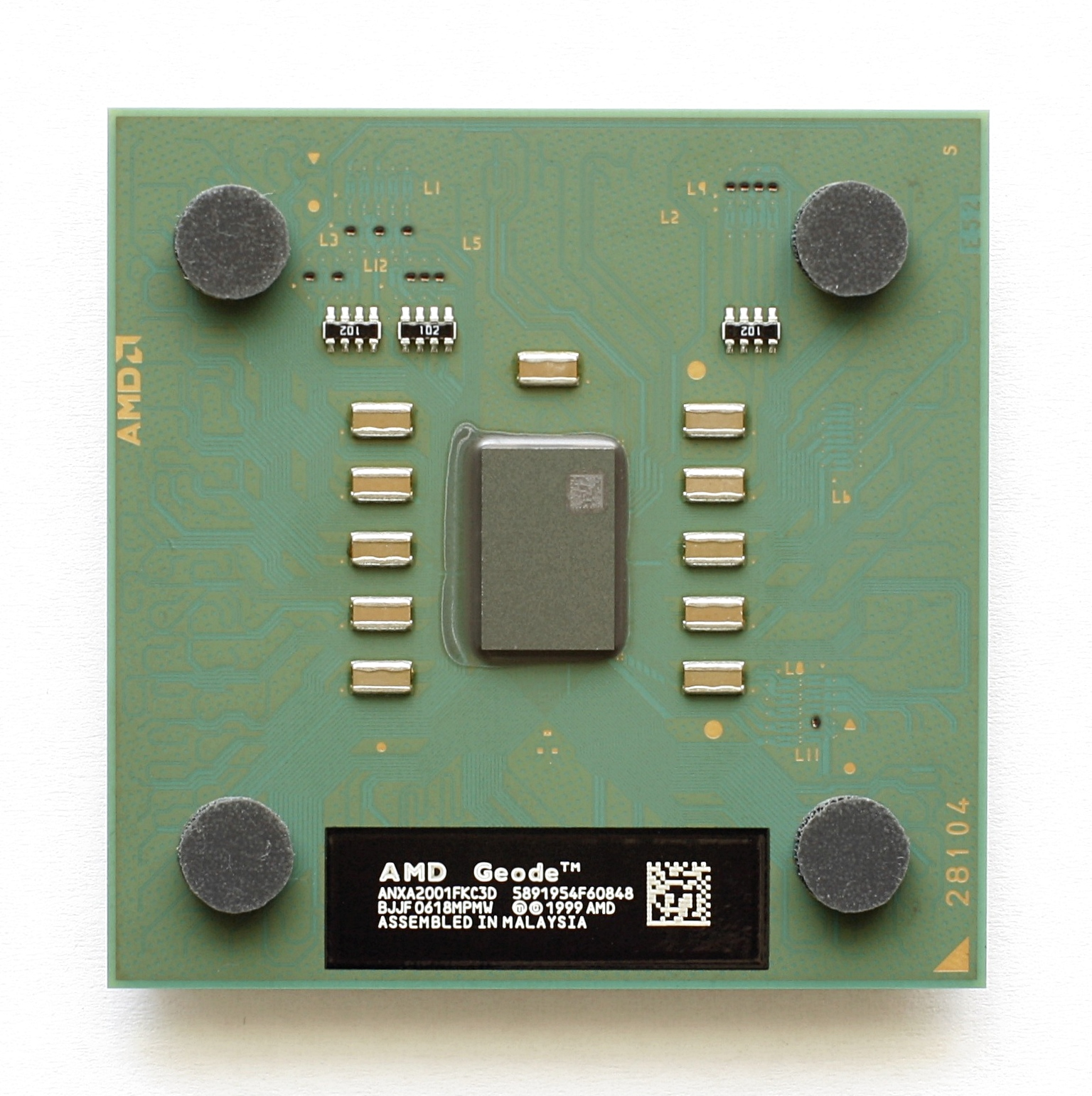
Процесор Geode NX 2001.

У 2007 році поступила у продаж модель Geode NX 2001, яка насправді була перемаркованим Athlon XP 2200 + Thoroughbred. Процесори були промарковані, як частини партій AANXA2001FKC3G або ANXA2001FKC3D, їхні памаметри: 1,8 ГГц тактова частота, і 1,65 вольт робоча напруга ядра, енергоспоживання не вказано. Немає офіційних відомостей про цей процесор, крім пояснення, що партії процесорів «були відвантажені для особливих клієнтів». Вони не мають нічого спільного з іншими процесорами Geode NX, окрім підтримки такого ж процесорного сокету (Socket A).

## Чипсети для Geode
1. NSC Geode CS5530A — південний міст для процесору Geode GX1.
2. NSC/AMD Geode CS5535 — південний міст для Geode GX(2) і Geode LX (USB 1.1). Інтегрується чотири USB порти, один ATA-66 UDMA контролера, один інфрачервоний порт зв'язку, один AC97 контролер, один контролер SMBUS, один порт LPC, також GPIO, керування живленням і унаслідувані функціональні блоки.
3. AMD Geode CS5536 — південний міст для Geode GX і Geode LX (USB 2.0). Споживана потужність: 1,9 Вт для 433 МГц і 2,4 Вт для 500 МГц. Цей чипсет також використовується на комп'ютерах PowerPC.
4. Процесори Geode NX є «100 відсотково сокет та чипсет сумісними» із Socket A для процесорів Athlon XP: SIS741CX північний та SiS 964 південний мости, VIA KM400 північний і VIA VT8235 південний місти, VIA KN400A північний і VIA VT8237R південний місти а також інші чипсети для Socket A.

## Додаткові посилання
- Сторінка AMD для Geode рішень [Архівовано 10 жовтня 2004 у Wayback Machine.] (англ.)
- Інформація про AMD Geode LX800 [Архівовано 27 квітня 2009 у Wayback Machine.] (англ.)
- Процесорна книга AMD Geode LX (англ.)
- Прес-реліз National Semiconductor: Cyrix -> VIA, MediaGX -> Geode (англ.)
- CPU-INFO: Cyrix MediaGX, історія процесору [Архівовано 31 березня 2012 у Wayback Machine.] (англ.)
- Вольтажна інформація для Geode NX [Архівовано 1 вересня 2010 у Wayback Machine.] (англ.)
- Quixant QX-10 — материнська плата з процесором Geode NX для ігрових терміналів (англ.)
- Soekris Engineering Продаж материнських плат для вбудованих систем із процесорами Geode
- PC Engines ALIX [Архівовано 8 лютого 2010 у Wayback Machine.] інший виробник материнських плат для вбудованих систем із процесорами Geode LX (англ.)
- CM-iGLX  [Архівовано 26 лютого 2010 у Wayback Machine.] найменші комп'ютери на модулі, основані на процесорах Geode LX (англ.)
- Fit-PC [Архівовано 12 квітня 2022 у Wayback Machine.] повнофункціональна, готова для використання продукція основана на CM-iGLX комп'ютер-на-модулі (англ.)
- Artec Group  [Архівовано 10 лютого 2011 у Wayback Machine.] виробництво продукції, основаної на процесорах Geode (наприклад ThinCan). (англ.)
- Technexion [Архівовано 12 травня 2008 у Wayback Machine.] виробництво материнських плат із процесорами Geode LX (TIM-3900-LX [Архівовано 12 травня 2008 у Wayback Machine.]) (англ.)

### Лінукс на Geode
- Встановлення лінукс-системи на одноплатний помп'ютер із процесором Geode [Архівовано 2 травня 2006 у Wayback Machine.] (англ.)
- DEvoSL — DSL на тонкому клієнті HP/Compaq Evo T20 (англ.)
- Нотатки про Compaq Evo T20 (англ.)
- Встановлення лінукс на IBM Netvista N2200 (англ.)
- Лінукс на CASIO Cassiopeia Fiva [Архівовано 22 липня 2011 у Wayback Machine.] (англ.)
- Лінукс із процесорами Cyrix MediaGXm, NSC/AMD Geode GX [Архівовано 23 листопада 2009 у Wayback Machine.] (англ.)
- Linuterm Linux-основані LTSP клієнти.
- Patching linux with OCF to hook into Geode's AES Security Block (англ.)
- Zeroshell — апаратні маршрутизатори/брандмауери [Архівовано 27 червня 2009 у Wayback Machine.] (англ.)